# セサミン
セサミン (英: sesamin) はゴマリグナンに含まれる成分の一つ（ゴマの学名は Sesamum indicum）。
セサミンはピペリトール／セサミン合成酵素（CYP81Q1）が単独で触媒する2回のメチレンジオキシブリッジ形成反応によってピノレジノールからピペリトールを経て生成される。

## 薬効
日本、台湾、韓国などのアジアでの研究を中心に薬効が報告されている。
ヒトへの投与実験では、台湾の王らのグループから被験者各20人を対象とした実験から肝機能向上が報告されている。
モデル動物への投与実験では、コレステロール吸収の阻害、抗がん効果、アルコールや四塩化炭素による障害に対する防御効果が日本の山田らから最初に報告されている。また、田中らはさらに抗高血圧効果を報告している。